# Уэст-Де-Ленд (Флорида)
Уэст-Де-Ленд (англ. West De Land) — статистически обособленная местность, расположенная в округе Волуша (штат Флорида, США), с населением в 3424 человека по статистическим данным переписи 2000 года.

## География
По данным Бюро переписи населения США статистически обособленная местность Уэст-Де-Ленд имеет общую площадь в 5,96 квадратных километров, водных ресурсов в черте населённого пункта не имеется.
Статистически обособленная местность Уэст-Де-Ленд расположена на высоте 15 м над уровнем моря.

## Демография
По данным переписи населения 2000 года в Уэст-Де-Ленд проживало 3424 человека, 934 семьи, насчитывалось 1283 домашних хозяйства и 1342 жилых дома. Средняя плотность населения составляла около 574,5 человека на один квадратный километр. Расовый состав населённого пункта распределился следующим образом: 88,70 % белых, 6,57 % — чёрных или афроамериканцев, 0,20 % — коренных американцев, 0,55 % — азиатов, 1,34 % — представителей смешанных рас, 2,63 % — других народностей. Испаноговорящие составили 6,45 % от всех жителей статистически обособленной местности.
Из 1283 домашних хозяйств в 32,4 % воспитывали детей в возрасте до 18 лет, 55,1 % представляли собой совместно проживающие супружеские пары, в 12,5 % семей женщины проживали без мужей, 27,2 % не имели семей. 22,0 % от общего числа семей на момент переписи жили самостоятельно, при этом 10,1 % составили одинокие пожилые люди в возрасте 65 лет и старше. Средний размер домашнего хозяйства составил 2,65 человек, а средний размер семьи — 3,05 человек.
Население статистически обособленной местности по возрастному диапазону по данным переписи 2000 года распределилось следующим образом: 25,3 % — жители младше 18 лет, 7,4 % — между 18 и 24 годами, 28,0 % — от 25 до 44 лет, 24,4 % — от 45 до 64 лет и 14,9 % — в возрасте 65 лет и старше. Средний возраст жителей составил 38 лет. На каждые 100 женщин в Уэст-Де-Ленд приходилось 97,9 мужчин, при этом на каждые сто женщин 18 лет и старше приходилось 93,0 мужчин также старше 18 лет.
Средний доход на одно домашнее хозяйство статистически обособленной местности составил 36 832 доллара США, а средний доход на одну семью — 40 560 долларов. При этом мужчины имели средний доход в 29 145 долларов США в год против 21 902 доллара среднегодового дохода у женщин. Доход на душу населения статистически обособленной местности составил 36 832 доллара в год. 4,8 % от всего числа семей в населённом пункте и 9,4 % от всей численности населения находилось на момент переписи населения за чертой бедности, при этом 13,0 % из них были моложе 18 лет и 9,5 % — в возрасте 65 лет и старше.